# Pallacanestro agli Island Games 2017 - Torneo maschile
Il torneo di pallacanestro agli Island Games 2017, si è svolto dal 25 giugno al 30 giugno 2017, sull'isola di Gotland.
La competizione ha visto l'affermazione delle Isole Cayman.

## Prima Fase

### Gruppo A
| Squadra  | V - P | Pf - PS   | +/-  | Pts |
| -------- | ----- | --------- | ---- | --- |
| Saaremaa | 3 - 0 | 313 - 161 | +152 | 6   |
| Minorca  | 2 - 1 | 205 - 196 | +9   | 4   |
| Gotland  | 1 - 2 | 223 - 213 | +10  | 2   |
| Fær Øer  | 0 - 3 | 105 - 276 | -171 | 0   |

| Gotland 25 giugno 2017 | Gotland | 90 – 33 | Fær Øer |  |

| Gotland 25 giugno 2017 | Saaremaa | 100 – 52 | Minorca |  |

| Gotland 26 giugno 2017 | Minorca | 88 – 61 | Gotland |  |

| Gotland 26 giugno 2017 | Fær Øer | 37 – 121 | Saaremaa |  |

| Gotland 27 giugno 2017 | Saaremaa | 92 – 72 | Gotland |  |

| Gotland 27 giugno 2017 | Fær Øer | 35 – 65 | Minorca |  |

### Gruppo B
| Squadra  | V - P | Pf - Ps   | D   | Pts |
| -------- | ----- | --------- | --- | --- |
| Guernsey | 2 - 0 | 132 - 95  | +37 | 4   |
| Jersey   | 1 - 1 | 101 - 118 | -17 | 2   |
| Frøya    | 0 - 2 | 99 - 119  | -20 | 0   |

| Gotland 25 giugno 2017 | Guernsey | 62 – 51 | Frøya |  |

| Gotland 26 giugno 2017 | Frøya | 48 – 57 | Jersey |  |

| Gotland 27 giugno 2017 | Guernsey | 70 – 44 | Jersey |  |

### Gruppo C
| Squadra        | V - P | Pf - PS   | +/-  | Pts |
| -------------- | ----- | --------- | ---- | --- |
| Gibilterra     | 3 - 0 | 277 - 214 | +63  | 6   |
| Isole Cayman   | 2 - 1 | 301 - 222 | +79  | 4   |
| Isola di Wight | 1 - 2 | 188 - 207 | -19  | 2   |
| Isola di Man   | 0 - 3 | 163 - 286 | -123 | 0   |

| Gotland 25 giugno 2017 | Gibilterra | 108 – 105 | Isole Cayman |  |

| Gotland 25 giugno 2017 | Isola di Man | 56 – 72 | Isola di Wight |  |

| Gotland 26 giugno 2017 | Isole Cayman | 112 – 56 | Isola di Man |  |

| Gotland 26 giugno 2017 | Isola di Wight | 58 – 67 | Gibilterra |  |

| Gotland 27 giugno 2017 | Isola di Wight | 58 – 84 | Isole Cayman |  |

| Gotland 27 giugno 2017 | Gibilterra | 102 – 51 | Isola di Man |  |

## Seconda Fase

### Quarti di finale
| Gotland 28 giugno 2017 | Saaremaa | 89 – 52 | Isola di Wight |  |

| Gotland 28 giugno 2017 | Guernsey | 84 – 45 | Frøya |  |

| Gotland 28 giugno 2017 | Gibilterra | 90 – 69 | Minorca |  |

| Gotland 28 giugno 2017 | Isole Cayman | 102 – 40 | Jersey |  |

### Piazzamenti
9º-11º posto
| Gotland 28 giugno 2017 | Fær Øer | 58 – 72 | Isola di Man |  |

| Gotland 28 giugno 2017 | Isola di Man | 56 – 80 | Gotland |  |

5º-8º posto
| Gotland 29 giugno 2017 | Isola di Wight | 69 – 57 | Jersey |  |

| Gotland 29 giugno 2017 | Frøya | 74 – 81 | Minorca |  |

### Semifinali
| Gotland 29 giugno 2017 | Saaremaa | 71 – 77 | Isole Cayman |  |

| Gotland 29 giugno 2017 | Guernsey | 75 – 95 | Gibilterra |  |

### Finali
3º - 4º posto
| Gotland 30 giugno 2017 | Saaremaa | 75 – 54 | Guernsey |  |

1º - 2º posto
| Gotland 30 giugno 2017 | Isole Cayman | 82 – 80 | Gibilterra |  |

## Classifica
| Oro     | Isole Cayman   |
| Argento | Gibilterra     |
| Bronzo  | Saaremaa       |
| 4.      | Guernsey       |
| 5.      | Frøya          |
| 5.      | Isola di Wight |
| 5.      | Jersey         |
| 5.      | Minorca        |
| 9.      | Gotland        |
| 9.      | Fær Øer        |
| 9.      | Isola di Man   |

## Fonti
- IslandGames.net: 2017 basketball results (PDF) [collegamento interrotto], su islandgames.net.